# ECrew Development Program
eCrew Development Program (eCDP (クルトレ?, eCDP)), noto ufficiosamente come McDonald's Training Game, è un videogioco educativo sviluppato da McDonald's. Distribuito per Nintendo DS nel 2010 all'interno della divisione giapponese di McDonald's, il videogioco era destinato ai soli ristoranti dell'azienda a livello nazionale e non era stato pensato per una distribuzione al pubblico di massa.

## Modalità di gioco
Utilizzato per formare nuovi dipendenti del ristorante, il gioco insegna al giocatore come cucinare e servire varie voci del menu di McDonald's ed eseguire altre attività relative al ristorante. Tra le modalità di gioco disponibili, vi è la simulazione della preparazione del cibo e l'interazione con il cliente. Il gioco presenta anche dei quiz, profili dei giocatori (che possono essere dipendenti o manager) e statistiche sulle prestazioni.

## Storia
eCDP è stato distribuito insieme ad un altro videogioco separato, intitolato eSMART, che mirava a formare i vecchi dipendenti piuttosto che quelli nuovi.

## Sviluppo
Il gioco aveva un budget di 200 milioni di yen e avrebbe dovuto essere usato in tutte le 3 700 sedi di McDonald's presenti in Giappone entro la fine del 2010, alle quali è stato distribuito insieme a un DSi (o DS Lite) con il logo di McDonald's in rilievo sul davanti. Non si sa fino a che punto sia stato utilizzato e per quanto tempo.

## Riscoperta

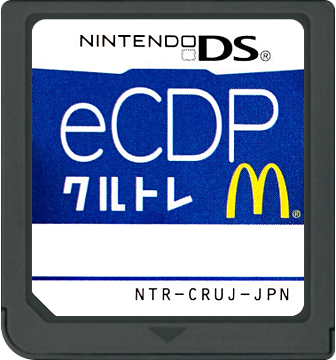
Cartuccia di eCDP

Una singola copia del gioco è stata messa in palio nel settembre 2020 in un'asta online, che è stata venduta allo YouTuber americano Nick Robinson per circa 300000 ¥ su Yahoo! Japan tramite Buyee. Robinson ha caricato la ROM della cartuccia del gioco su Internet Archive il 17 novembre 2020, insieme a un documentario su YouTube da lui prodotto che descrive nel dettaglio come ne è entrato in possesso. La password richiesta per entrare nel gioco era stampata sul DSi a tema McDonald's ricevuto da Robinson, tuttavia, un'altra persona che lavorava per trovarla, Coddy Trentuit, l'ha ottenuta tramite l'ispezione dei dati di gioco in un editor esadecimale.
Il 12 gennaio 2022, "Forest of Illusion, account Twitter dedicato alla conservazione dei videogiochi, ha annunciato l'archiviazione di eSMART 2.0, tramite una raccolta fondi privata.